# 麗蘭
麗蘭（れいらん）は、RCサクセションの仲井戸麗市（東芝EMI）とザ ・ストリート・スライダーズの土屋公平（Epicソニー）2つのレーベルが業界の壁・掟を超えて1991年に結成されたブルース・ユニット。他にもベースとドラムス（パーカッション）がサポートに入り、レコーディングとライブツアーに参加している。

年末に京都のライブハウス磔磔で行われるライヴが恒例となっている。

## 概要
RCサクセションとザ ・ストリート・スライダーズが時をほぼ同じくして活動休止に入った頃、かねてよりお互いのブルース・スピリットに共感をおぼえていた仲井戸麗市と土屋公平、二人の文通友達が再会し密かにスタジオでセッションを重ね麗蘭を結成。
当初はライブツアーで活動するだけの予定だったが、ライブの模様を収めたビデオ『Welcome Home！』（Epicソニーの発売）、スタジオ録音による1stアルバム『麗蘭』（東芝EMIの発売）へとつながっていった。
その後、二人はそれぞれの活動（チャボはソロ活動、蘭丸はバンド活動）の傍ら、ほぼ毎年のように何らかの形でライブ活動を継続している。
“麗蘭”はベースとドラムス、パーカッションを入れたバンド編成であるが、仲井戸と蘭丸（土屋）が二人でアコースティック・ライブをやる時は“麗と蘭”の名称になる。

## 経歴
1991年に仲井戸“CHABO”麗市とThe Street Sliders蘭丸のユニット、“麗蘭”を結成。4月9日新潟のJUKE BOXを皮切りに初の全国ツアー『麗蘭との夕べ』を行う。9月には“業界ファンクラブ”が登場し、会報も発行。10月には1stシングルの『ミュージック』、アルバムの『麗蘭』が発売される。
1992年4月、日清パワーステーションにて結成1周年記念ライブ『祝！麗蘭　満一歳』を開催。その後、蘭丸は仲井戸麗市のソロTOURにも度々ゲストで参加している。
1993年春から再び全国ツアーへ。『その名は麗蘭’93 春　全国Tour計画』。2ndシングル『マンボのボーイフレンド』、ライブアルバムの『宴』を発売。夏のイベントにも参加。
1994年12月、京都のライブハウス磔磔において『麗蘭 Christmas な夜に』を開催。これ以降、毎年年末は京都の磔磔において麗蘭のライブが行われるのが慣例となり、2005年以降は毎年磔磔でのライブを録音したライブ・アルバムも発売されている。
年末慣例となっていた京都・磔磔でのライブも2020年から2022年の間はコロナウイルス感染症の拡大により開催は見送られていたが、2023年12月から入場者数を限定し再開されることとなった。

## メンバー
- 仲井戸麗市（チャボ）ボーカル・ギター
- 土屋公平（蘭丸）ギター・ボーカル

## サポートメンバー
- 早川岳晴　ベース（1991年 - ）
- 鈴木裕文　パーカッション（1991年 - 1993年、1995年 - 2003年）
  - 2014年3月20日、死去[3]。享年59。
- 楠均　パーカッション（1993年）
- 島田和夫　ドラム（1994年 - 1995年）
- 佐野康夫　ドラム（1995年）
- Dr.kyOn　キーボード（1996年）
- ASA-CHANG　パーカッション（1997年）
- 鈴木将雄　ドラム（1999年）
- 北澤篤 （キーヤン）　ドラム（2003年 - 2008年）
- JAH-RAH　ドラム（2009年 - ）

## ディスコグラフィ

### シングル
|     | タイトル                   | 発売日         | レーベル        | 備考 |
| --- | -------------------------- | -------------- | --------------- | --- |
| 1st | ミュージック               | 1991年10月9日  | 東芝EMI         | カップリングの「待ちわびるサンセット」はシングル・ヴァージョン。                                              |
| 2nd | マンボのボーイフレンド     | 1993年7月7日   | 東芝EMI         | カップリングの「Bluesイン回転木馬 (Bootleg Version)」と「風の車 (Special MIX Version)」はいずれもライヴ録音。 |
| 3rd | SOUL X'mas／Hello Good-bye | 1997年12月24日 | HOHOEMI RECORDS | ライヴ会場及び通販限定。                                                                                      |

### アルバム

#### スタジオアルバム
|     | タイトル      | 発売日         | レーベル         |
| --- | ------------- | -------------- | ---------------- |
| 1st | 麗蘭          | 1991年10月30日 | 東芝EMI          |
| 2nd | SOSが鳴ってる | 2004年8月3日   | Would Go Records |
| 3rd | 25            | 2016年10月5日  | Mastard Records  |

#### ミニアルバム
- 1+1（2007年10月24日、247Music）

#### ベストアルバム
|     | タイトル                                   | 発売日         | レーベル                 | 備考                          |
| --- | ------------------------------------------ | -------------- | ------------------------ | ----------------------------- |
| 1st | Best Selection                             | 2013年11月27日 | ユニバーサルミュージック |                               |
| 2nd | 麗蘭 LIVE at 磔磔 2005-2019 BEST-SELECTION | 2021年3月30日  | HOHOEMI RECORDS          | LR-0056～59（受注生産限定盤） |

### ライヴアルバム
| タイトル                                        | 発売日        | レーベル        | 備考                                                                                |
| ----------------------------------------------- | ------------- | --------------- | ----------------------------------------------------------------------------------- |
| 宴                                              | 1993年7月28日 | 東芝EMI         |                                                                                     |
| 「Walk,Don’t Run.」On line LIVE 2022 at MANDALA | 2023年4月15日 | HOHOEMI RECORDS | LR-0066,67。2022年に東京の南青山マンダラで行われた無観客配信ライブを2枚組CDに音源化 |

#### 磔磔LIVE盤
|      | 年度         | タイトル                      | 発売日        | 備考                                                           |
| ---- | ------------ | ----------------------------- | ------------- | -------------------------------------------------------------- |
| 1st  | 磔磔2005年盤 | 泣いてたまるか!!              | 2006年3月3日  |                                                                |
| 2nd  | 磔磔2006年盤 | 明日の為に、今日もある。      | 2007年2月28日 |                                                                |
| 3rd  | 磔磔2007年盤 | LIVE・1+1                     | 2008年3月3日  |                                                                |
| 4th  | 磔磔2008年盤 | 「継続は力なり。」...ってか。 | 2009年3月3日  |                                                                |
| 5th  | 磔磔2009年盤 | YOU - I                       | 2010年3月3日  |                                                                |
| 6th  | 磔磔2010年盤 | Love Love Love                | 2011年3月3日  | 購入特典として「SOSが鳴ってる」を収録したDVDが付属。           |
| 7th  | 磔磔2011年盤 | ゆく歳 くる歳                 | 2012年3月3日  |                                                                |
| 8th  | 磔磔2012年盤 | 麗蘭Vol.20                    | 2013年3月3日  |                                                                |
| 9th  | 磔磔2013年盤 | La-La-La                      | 2014年3月3日  |                                                                |
| 10th | 磔磔2014年盤 | GOOD TIMES ROLL               | 2015年3月3日  |                                                                |
| 11th | 磔磔2015年盤 | Walk On                       | 2016年3月3日  |                                                                |
| 12th | 磔磔2016年盤 | 「Welcome Home 磔磔」         | 2017年3月3日  | CD2枚組。                                                      |
| 13th | 磔磔2017年盤 | Come on! Let's go!            | 2018年3月3日  |                                                                |
| 14th | 磔磔2018年盤 | Sweet Soul TakuTaku           | 2019年3月3日  |                                                                |
| 15th | 磔磔2019年盤 | Everything Gonna Be Alright   | 2020年3月3日  |                                                                |
| 16th | 磔磔2023年盤 | Homecoming                    | 2024年5月3日  | コロナ禍の間中断されていた磔磔でのライブが2023年の年末から再開 |
| 17th | 磔磔2024年盤 | ROCK&ROLL Hymn                | 2025年7月5日  |                                                                |

※発売元は全てHOHOEMI RECORDS。

### 映像作品
|     | タイトル                                        | 発売日         | レーベル                   | 備考              |
| --- | ----------------------------------------------- | -------------- | -------------------------- | ----------------- |
| 1st | Welcome Home！                                  | 1991年9月1日   | Epic Records               | オリコン初登場1位 |
| 2nd | 麗蘭 91-02 -轍-                                 | 2002年10月1日  | WHOOP                      |                   |
| 3rd | ROCK馬鹿と知的ヒッピーを元気にするDVD           | 2005年4月4日   | WHOOP                      |                   |
| 4th | 京都・磔磔 2005-2012                            | 2013年11月27日 | ユニバーサルミュージック） |                   |
| 5th | 愛があれば歳の差なんて                          | 2016年12月21日 | Mastard Records            |                   |
| 6th | 麗蘭 LIVE at 磔磔 BEST SELECTION LIVE 2016-2019 | 2022年12月     | HOHOEMI RECORDS            | 受注生産限定盤    |

### その他
- 仲井戸麗市「DADA」（1993年）
  - 「HUSTLE」「新宿を語る 冬」は実質的に麗蘭による録音。
- 仲井戸麗市「30th Anniversary 4CD BOX works」（2000年）
  - Disc3に麗蘭期の作品を収録。
- 仲井戸麗市「TIME」（2002年）
  - 収録曲中4曲が麗蘭名義となっている。
- 仲井戸麗市、土屋公平のオフィシャルファンクラブ会員限定販売の映像化作品がある。

### 参加作品
- ボ・ガンボス・トリビュートアルバム「Colla Bo Gumbos」（2005年）
  - 「夢の中」で参加。（YUKI＆麗蘭名義）
- 山下久美子「Duets」（2005年）
  - 「Sweet Memories」に参加。
- mF247.jp 〜GOOD VIBE IF YOU WANT IT!＜ROCK VOL.1＞〜（2006年）
  - 「R&R Tonight」で参加。
- 大黒摩季「LUXURY 22-24pm」（2009年）
  - 「あぁ」に参加。
- 大黒摩季「MUSIC MUSCLE」（2018年）
  - 「東京ロケンロー feat. 麗蘭」に参加。

## 磔磔ライブ
- 1991年5月25〜26日、6月12〜13日（追加公演）：『麗蘭との夕べ』
- 1994年12月23〜25日：『麗と蘭 Christmasな夜に』
- 1995年12月26〜28日：『麗蘭‘95』
- 1996年12月29〜30日：『宴（うたげ）’96』
- 1997年12月24〜26日：『麗蘭’97 今年はツイン・パーカッション‼︎[5]』
- 2024年5月21日：『京都・磔磔・祝50周年!「たのむぜ浩司!」』[6]

## 公共放送・ストリーミング

### テレビ（地上波）
- 《磔磔（たくたく）というライブハウスの話》（ドキュメンタリー番組。麗蘭にて出演。2020年8月7日フジテレビ関東ローカル地上波にて初回。2020年9月19日BSフジにて再放送（全国ネット）、その他FOD、TVerにて期間限定見逃し配信）。2020年12月19日 27:15 ～ 28:13　関西テレビ（関西ローカル）

### ストリーミング（配信）
- 麗蘭・年末・京都・磔磔の未発表ライブ映像配信【Streaming＋】（2020年12月28日19:00～2021年1月5日23:59 イープラス期間限定配信）。2016年〜2019年に京都のライブハウス磔磔で行われた年末ライブよりメンバー厳選の未発表映像を公開。